# جوائز نقابة الكتاب الأمريكية
جائزة نقابة الكتاب الأمريكية (بالإنجليزية: Writers Guild of America Awards)‏ هي جائزة للكتابة السينمائية والتلفزيونية والإذاعية وألعاب الفيديو (أُضيفت في عام 2008)، بما في ذلك كل من فئات الخيال وغير الخيالية التي قدمتها نقابة الكتاب الأمريكية الشرقية ونقابة الكتاب الأمريكية الغربية منذ 1949. في عام 2004، بُث عرض الجوائز على التلفزيون لأول مرة.
تُمنح جوائز الشاشة للأفلام التي عُرضت بشكل مسرحي خلال السنة التقويمية السابقة. جوائز التلفزيون للمسلسلات التي تم إنتاجها وبثها بين 1 ديسمبر و 30 نوفمبر، بغض النظر عن عدد الحلقات التي تم بثها خلال هذه الفترة الزمنية.
جوائز الشاشة هي للأفلام التي عرضت مسرحيا خلال السنة التقويمية السابقة. الجوائز التلفزيونية هي للمسلسلات التي أُنتجت وبُثت بين 1 ديسمبر و30 نوفمبر، بغض النظر عن عدد الحلقات التي بثت خلال هذه الفترة الزمنية.
بالإضافة إلى ذلك، يجب إنتاج البرامج النصية تحت رعاية نقابة الكتاب الأمريكية أو بموجب اتفاقية مساومة جماعية في كندا أو أيرلندا أو نيوزيلندا أو المملكة المتحدة.

## جوائز الإنجاز مدى الحياة
تُقدم جائزتي إنجازات مدى الحياة كل عام، أحدهما لكتابة السيناريو، والأُخرى للكتابة التلفزيونية:
- جائزة لوريل لإنجاز الكتابة التلفزيونية
- جائزة لوريل لإنجاز كتابة السيناريو

## الفائزون
يشير A * إلى فيلم حصل أيضًا على جائزة الأوسكار.
- 1968: بوني وكلايد - ديفيد نيومان وروبرت بنتون
- 1969: المنتجان - ميل بروكس
- 1985: برودواي داني روز - ووودي آلن
- 1986: شاهد - باميلا والاس وويليام كيلي وإيرل دبليو. والاس *
- 1987: هانا وأخواتها - وودي آلن *
- 1988: مجذوبة القمر - جون باتريك شانلي *
- 1989: Bull Durham  - رون شيلتون
- 1990: Crimes and Misdemeanors - وودي آلن
- 1991: أفالون - باري ليفنسون
- 1992: ثيلما ولويز - كالي خوري *
- 1993: لعبة البكاء - نيل جوردان *
- 1994: البيانو - جين كامبيون *
- 1995: أربعة حفلات زفاف وجنازة - ريتشارد كورتيس
- 1996: قلب شجاع - راندل والاس
- 1997: فارغو - الأخوان كوين *
- 1998: أفضل ما يمكن حصوله - مارك أندروس وجيمس بروكس
- 1999: شكسبير عاشقا - مارك نورمان وتوم ستوبارد *
- 2000: جمال أمريكي - آلان بول *
- 2001: يمكنك الاعتماد علي - كينيث لونيرغان
- 2002: منتزه جوسفورد - جوليان فيلوز *
- 2003: بولينج لكولومباين - مايكل مور
- 2004: ضائع في الترجمة - صوفيا كوبولا *
- 2005: إشراقة أبدية لعقل نظيف - تشارلي كوفمان وميشيل جوندري وبيير بيسموث *
- 2006: تصادم - بول هاغيس وبوبي موريسكو *
- 2007: ليتل ميس سانشاين - مايكل أرندت *
- 2008: جونو - ديابلو كودي *
- 2009: ميلك - داستن لانس بلاك *
- 2010: خزانة الألم - مارك بوال *
- 2011: استهلال - كريستوفر نولان
- 2012: منتصف الليل في باريس - وودي آلن *
- 2013: 30 دقيقة بعد منتصف الليل - مارك بوال
- 2014: هي - سبايك جونز *
- 2015: فندق بودابست الكبير - ويس أندرسون وهوغو غونس
- 2016: سبوت لايت - توماس مكارثي وجوش سينجر *
- 2017: ضوء القمر - باري جينكينز ؛ قصة تاريل ألفين مكراني *
- 2018: اخرج - جوردان بيل *
- 2019: الصف الثامن - بو بورنهام
- 2020: طفيلي - بونغ جون هو وهان جين وون؛ قصة بونغ جون هو *

أفضل سيناريو مقتبس
- 1985: حقول القتل - بروس روبنسون
- 1986: شرف بريتزي - ريتشارد كوندون وجانيت روتش
- 1987: غرفة مع منظر - روث براور جابفالا *
- 1988: روكسان - ستيف مارتن
- 1989: علاقات خطرة - كريستوفر هامبتون *
- 1990: توصيل الآنسة دايزي - ألفريد أوهري *
- 1991: رقصات مع الذئاب - مايكل بليك *
- 1992: صمت الحملان - تيد تالي *
- 1993: اللاعب - مايكل تولكين
- 1994: قائمة شندلر - ستيفن زيليان *
- 1995: فورست غامب - إريك روث *
- 1996: العقل والعاطفة - إيما تومسون *
- 1997: سلينج بليد - بيلي بوب ثورنتون *
- 1998: إل ايه سري للغاية - بريان هيلجلاند وكورتيس هانسون *
- 1999: بعيدًا عن الأنظار - سكوت فرانك
- 2000: انتخابات - ألكسندر باين وجيم تايلور
- 2001: إتجار - ستيفن غاغن *
- 2002: عقل جميل - أكيفا جولدسمان *
- 2003: الساعات - ديفيد هير
- 2004: العظمة الأمريكية - شاري سبرينغر بيرمان وروبرت بولسيني
- 2005: طرق جانبية - ألكسندر باين وجيم تايلور *
- 2006: جبل بروكباك - لاري ماك مورتي وديانا أوسانا *
- 2007: الراحلون - وليام موناهان *
- 2008: لا بلد للعجائز - الأخوان كوين *
- 2009: مليونير متشرد - سيمون بيوفوي *
- 2010: فوق في الجو - جيسون رايتمان
- 2011: الشبكة الاجتماعية - آرون سوركين *
- 2012: الأحفاد - ألكسندر باين، نات فاكسون، وجيم راش *
- 2013: آرغو - كريس تيريو *
- 2014: القبطان فيليبس - بيلي راي
- 2015: لعبة التزييف - غراهام مور *
- 2016: ذا بيج شورت - آدم مكاي وتشارلز راندولف *
- 2017: الوافد - إيريك هايزيرر
- 2018: نادني باسمك - جيمس أيفوري *
- 2019: أيمكنك أن تسامحني؟ - نيكول هولوفسنر وجيف ويتي
- 2020: الأرنب جوجو - تايكا وايتيتي *

أفضل سيناريو وثائقي
- 2005: سوبر سايز مي - مورغان سبورلوك
- 2006: إنرون: أذكى الرجال في الغرفة - أليكس غيبني
- 2007: ينقذنا من الشر - إيمي جاي بيرغ
- 2008: تاكسي إلى الجانب المظلم - أليكس جيبني
- 2009: فالس مع بشير - آري فولمان
- 2010: الخليج - ماري مونرو
- 2011: داخل العمل - تشارلز فيرغسون
- 2012: Better This World - كاتي غالاوي وكيلي دوان دي لا فيغا
- 2013: البحث عن رجل السكر - مالك بن جلول
- 2014: قصص نرويها - سارة بولي
- 2015: الفتى الخاص بالإنترنت: قصة آرون سوارتز - براين كنابنبرجر
- 2016: الوضوح: السيانتولوجيا وسجن العقيدة - أليكس جيبني
- 2017: القيادة والسيطرة - روبرت كينر، وبريان بيرل، وكيم روبرتس، وإريك شلوسر
- 2018: جين - بريت مورجين
- 2019: أحواض الاستحمام فوق برودواي - أوزي إنغوانزو ودافا ويسنانت
- 2020: The Inventor: Out for Blood in Silicon Valley - أليكس جيبني

### الفئات المتوقفة
أفضل دراما مكتوبة
- 1949: بيت الأفعى - فرانك بارتوس وميلين براند
- 1950: كل رجال الملك - روبرت روسين
- 1951: سانسيت بوليفارد - تشارلز براكيت، بيلي وايلدر، وD. M. Marshman Jr. [الإنجليزية] *
- 1952: مكان في الشمس - مايكل ويلسون وهاري براون *
- 1953: ظهيرة مشتعلة - كارل فورمان
- 1954: من هنا إلى الخلود - دانيال طرادش *
- 1955: على الواجهة البحرية - بود شولبرغ *
- 1956: مارتي - بادي تشايفسكي *
- 1957: إقناع ودي - مايكل ويلسون
- 1958: 12 رجلا غاضبا - ريجنالد روز
- 1959: المتحديان - ندريك يانغ وهارولد سميث *
- 1960: يوميات آن فرانك - فرانسيس جودريتش وألبرت هاكيت
- 1961: إلمر جانتري - ريتشارد بروكس *
- 1962: المحتال - سيدني كارول وروبرت روسين
- 1963: قتل طائر بريء - هورتون فوت *
- 1964: هود - هارييت فرانك البنت وإرفينج رافتش
- 1965: بيكيت - إدوارد أنهالت *
- 1966: The Pawnbroker - إدوارد لويس والانت، مورتون فاين، وديفيد فريدكين
- 1967: من يخاف من فرجينيا وولف؟ - إرنست ليمان
- 1968: بوني وكلايد - ديفيد نيومان وروبرت بنتون
- 1969: الأسد في الشتاء - جيمس غولدمان *

أفضل دراما أصلية
- 1970: بوتش كاسيدي وساندانس كيد - وليام غولدمان *
- 1971: باتون - فرانسيس فورد كوبولا وإدموند إتش نورث *
- 1972: Sunday Bloody Sunday - بينيلوب جيليات
- 1973: المرشح - جيريمي لارنر *
- 1974: إنقاذ النمر - ستيف شاجان
- 1975: الحي الصيني - روبرت تاون *
- 1976: عصر يوم قائظ - فرانك بيرسون *
- 1977: شبكة - بادي تشايفسكي *
- 1978: نقطة التحول - آرثر لورنتس
- 1979: العودة إلى الديار - نانسي دود، روبرت س. جونز، والدو سالت *
- 1980: The China Syndrome - مايك غراي، تي. إس. كوك وجيمس بريدغز
- 1981: ملفين وهاورد - بو قولدمان *
- 1982: ريدز - وارن بيتي وتريفور غريفيثز
- 1983: إي تي - ميليسا ماثيسون
- 1984: مراحم ناعمة - هورتون فوت *

أفضل دراما مقتبسة
- 1970: راعي البقر منتصف الليل - والدو سالت *
- 1971: I Never Sang for My Father - روبرت أندرسون
- 1972: الرابط الفرنسي - إرنست تيديمان *
- 1973: العراب - ماريو بوزو وفرانسيس فورد كوبولا *
- 1974: Serpico - والدو سالت ونورمان ويكسلر
- 1975: العراب (الجزء الثاني) - فرانسيس فورد كوبولا وماريو بوزو *
- 1976: أحدهم طار فوق عش الوقواق - بو قولدمان ولورانس هوبين *
- 1977: كل رجال الرئيس - وليام غولدمان *
- 1978: Islands in the Stream  - دين بارت بيتيتكليرك
- 1979: قطار منتصف الليل - أوليفر ستون *
- 1980: كرامر ضد كرامر - روبرت بنتون *
- 1981: أناس عاديون - ألفين سارجنت *
- 1982: على البركة الذهبية - إرنست طومسون *
- 1983: مفقود - كوستا غافراس ودونالد ستيوارت *
- 1984: Reuben, Reuben  - يوليوس جاي إبستاين

أفضل كوميديا مكتوبة
- 1949: Sitting Pretty  - إف. هيو هربرت
- 1950: رسالة إلى ثلاث زوجات - جوزيف ل. مانكيفيتش *
- 1951: كل شيء عن إيف - جوزيف ل. مانكيفيتش *
- 1952: Father's Little Dividend  - ألبرت هاكيت وفرانسيس غودريتش
- 1953: الرجل الهادئ - فرانك نوغينت
- 1954: عطلة رومانية - يان ماكليلان هانتر، دالتون ترامبو، وجون ديتون *
- 1955: سابرينا - بيلي وايلدر وألبرت  تايلور وإرنست ليمان
- 1956: السيد روبرتس - جوشوا لوغان وفرانك نوغينت
- 1957: حول العالم في 80 يومًا - جيمس بو وجون فارو وإس جاي بيرلمان *
- 1958:  Love in the Afternoon - بيلي وايلدر وآي. أ. إل. دايموند
- 1959: Me and the Colonel  - إس إن بهرمان وجورج فروشيل
- 1960: البعض يفضلونها ساخنة - بيلي وايلدر وآي. أ. إل. دايموند
- 1961: الشقة - بيلي وايلدر وآي. أ. إل. دايموند
- 1962: الإفطار في تيفاني - جورج أكسلرود
- 1963: That Touch of Mink - ستانلي شابيرو ونيت موناستار
- 1964: زنابق الحقل - جيمس بو
- 1965: دكتور سترينجلوف - ستانلي كوبريك، تيري ساوثرن، وبيتر جورج
- 1966: ألف مهرج - هيرب غاردنر
- 1967: الروس قادمون - ويليام روز
- 1968: الخريج - كالدر ويلينغهام وباك هنري
- 1969: الزوجان الغريبان نيل سيمون

أفضل كوميديا أصلية
- 1970:  Bob & Carol & Ted & Alice - بول مازورسكي ولاري تاكر
- 1971: The Out-of-Towners - نيل سيمون
- 1972: المشفى - بادي تشايفسكي *
- 1973:  ?What's Up, Doc - بيتر بوغدانوفيتش، باك هنري، ديفيد نيومان، وروبرت بنتون
- 1974: لمسة من الرقي - ملفين فرانك وجاك روز
- 1975: بلازينج سادلس - ميل بروكس، ونورمان ستاينبرغ، وأندرو بيرغمان، وريتشارد بريور، وألان أوغر.
- 1976: شامبو - روبرت تاون ووارن بيتي
- 1977: The Bad News Bears - بيل لانكستر
- 1978: آني هول - وودي آلن ومارشال بريكمان *
- 1979:  Movie Movie : لاري جيلبارت وشيلدون كيلر
- 1980: الهروب - ستيف تيشي *
- 1981: Private Benjamin  - نانسي مايرز وهارفي ميلر وتشارلز شاير
- 1982: آرثر - ستيف غوردون
- 1983: توتسي - دون ماغواير، لاري جيلبارت، وموراي شيسغال
- 1984: البرد الكبير - لورانس كازدان وباربرا بينيديك

أفضل كوميديا معدلة
- 1970: وداعًا كولومبوس أرنولد شولمان
- 1971: ماش - رينج لاردنر جونيور *
- 1972: كوتش - جون باكستون
- 1973: ملهى - جاي بيرسون ألن
- 1974: القمر الورقي - ألفين سارجنت
- 1975:  The Apprenticeship of Duddy Kravitz - ليونيل تشيتويند ومردخاي ريشلر
- 1976: فتيان الشروق - نيل سيمون
- 1977: The Pink Panther Strikes Again - بليك إدواردز وفرانك والدمان
- 1978: يا إلهي! - لاري جيلبارت
- 1979: السماء بإمكانها الانتظار - إيلين مي ووارن بيتي وفي نفس الوقت، في العام التالي - برنارد سليد
- 1980: أن تكون هناك - جيرزي كوزينسكي
- 1981: الطائرة! - جيم أبراهامز وديفيد زاكر وجيري زاكر
- 1982:  Rich and Famous  - جيرارد أيريس
- 1983: فيكتور فيكتوريا - بليك إدواردز
- 1984: شروط إظهار العاطفة - جيمس بروكس *

أفضل موسيقى مكتوبة
- 1949: عيد الفصح - فرانسيس جودريتش، ألبرت هاكيت، وسيدني شيلدون
- 1950: يوم في المدينة - أدولف غرين وبيتي كومدن
- 1951: آني تأخذ سلاحك - سيدني شيلدون
- 1952: أمريكي في باريس - آلان جي لرنر *
- 1953: لنغني تحت المطر - بيتي كومدن وأدولف غرين
- 1954: ليلي - هيلين دويتش وبول جاليكو
- 1955: سبع عرائس لسبعة إخوة - ألبرت هاكيت وفرانسيس جودريتش ودوروثي كينغسلي
- 1956: أحبني أو اهجرني - دانيال فيوكس وإيزوبل لينارت *
- 1957: الملك وأنا - إرنست ليمان
- 1958: Les Girls - فيرا كاسباري وجون باتريك
- 1959: جيجي - آلان جي لرنر *
- 1960: The Five Pennies  - روبرت سميث، جاك روز، وميلفيل شافيلسون
- 1961: الأجراس ترن - بيتي كومدن وأدولف غرين
- 1962: قصة الحي الغربي - إرنست ليمان
- 1963: رجل الموسيقى - ميرديث ويلسون وفرانكلين لاسي وماريون هارغروف
- 1964: لم يمنح
- 1965: ماري بوبينز - بيل والش دون دونغرادي
- 1966: صوت الموسيقى - ماريا فون تراب، هوارد ليندسي، راسل كروس، وإرنست ليمان
- 1967: لم تمنح
- 1968: ميلي الجديدة كليًّا - ريتشارد موريس
- 1969: الفتاة المرحة - إيزوبل لينارت

أفضل فيلم مكتوب عن مشاكل المشهد الأمريكي
- 1949: بيت الأفعى - فرانك بارتوس وميلين براند
- 1950: جميع رجال الملك - روبرت روسين
- 1951: الرجال - كارل فورمان
- 1952:  Bright Victory  - روبرت بوكنر

أفضل كتابي غربي
- 1949: كنز السييرا مادري - جون هيوستن *
- 1950: يلو سكاي - دبليو آر بورنيت ولامار تروتي
- 1951: السهم المكسور - ألبرت مالتس

### ألعاب إلكترونية
أضيف في عام 2008
الإنجاز المتميز في كتابة ألعاب الفيديو
- 2008:  Dead Head Fred - ديف إليس، آدم كوغان
- 2009: Star Wars: The Force Unleased - هايدن بلاكمان وشون بيتمان وJohn Stafford وكاميرون سوي
- 2010: أنشارتد 2: بين اللصوص - إيمي هينيغ
- 2011: أساسنز كريد: برذرهود - باتريس ديسيليت وجيفري يوهالم وكوري ماي
- 2012: أنشارتد 3: خداع دريك - إيمي هينيج
- 2013: أساسنز كريد 3: ليبريشن - ريتشارد فريس وجيل موراي
- 2014: ذا لاست أوف أس - نيل دراكمان
- 2015: ذا لاست أوف أس: ليفت بيهايند - نيل دركمان
- 2016: رايز أوف ذا توم ريدر - جون ستافورد، كاميرون سوي، ريانا براتشيت، وفيليب جلات
- 2017: أنشارتد 4: نهاية لص - نيل دروكمان وجوش شير وتوم بيسيل وريان جيمس
- 2018: هوريزن زيرو دون - جون جونزاليس، بنيامين مكاو، بن شرودر، آن تول، دي واريك، وميج جايانث
- 2019: إله الحرب (لعبة فيديو 2018) - ماتيو سوفوس وريتشارد زانغراند جوبرت وكوري بارلوغ